# HMM (기업)
HMM(Hyundai Merchant Marine, 현대상선)은 대한민국의 해운 업체이며, 국내 유일의 컨테이너 선사이다.

## 역사
- 1976년 3월 25일: 아세아상선으로 설립.[1]
- 1977년: 벌크선 2척 인수와 동시에 부정기영업 개시.
- 1983년 8월: 상호명을 아세아상선에서 현대상선으로 변경.
- 1988년: 고려해운㈜ 흡수 합병.
- 1995년 10월 5일: 코스피 상장.
- 1998년 11월: 금강산 관광선 운행을 시작 및 국내 해운업계 최초 매출 40억달러 돌파.
- 2005년: 세계 양대 얼라이언스 그룹(TNWA - Grand Alliance) 전격 제휴.
- 2010년 2월: 국내 업계 최초로 AEO(공인 경제 운영자) 인증 AA등급을 획득.
- 2010년 12월 20일: 현대건설 인수 참여했으나 인수 최종 실패[2]
- 2014년 5월 9일: 현대상선의 LNG선 사업부 매각[3]
- 2016년 7월 14일: 유동성 위기 발발, 대주주 감자 후 한국산업은행이 최대 주주가 되며, 현대그룹 계열사에서 분리[4]
- 2017년 5월: 파산한 한진해운 소유 스페인 알헤시라스 터미널의 지분 인수[5]
- 2020년: 상호명을 현대상선에서 HMM으로 변경.
- 2021년: '2050 탄소중립' 전략 발표.
- 2023년 12월 18일: 산업은행과 한국해양진흥공사는 하림그룹을 HMM 매각 우선협상대상자로 선정.
- 2024년 2월 7일: 산은·하림간 협상이 결렬되어 HMM 매각취소됨.[6]
- 2025년 8월 발행주식총수의 7.98%를 공개매수를 통해 2조1432억원에 취득 소각하겠다고 발표하였다.[7]

## 사업분야

### 컨테이너선 부문
1983년 컨테이너 수송을 시작한 현대상선은 2006년 기준 30개국, 80개 항만, 6,000여개 도시 등으로 연간 약 210만TEU의 컨테이너 화물을 수송하였다.

### 벌크선 부문
벌크선 부문은 유조선, LNG선, 부정기선, 화물선 등으로 다시 나뉜다.
- 1976년 초대형 유조선(VLCC) 3척으로 창업한 현대상선에게 있어 유조선 사업은 뿌리와도 같으며, 2006년 기준 18척의 초대형 유조선과 12척의 중형 유조선 및 석유제품선을 운영했다.
- 1994년 대한민국 최초로 LNG선을 취항시킨 현대상선은 2006년 기준 총 8척의 LNG선을 운영하며, 국내 LNG 수요의 31%를 수송하였다.
- 광탄전용선 운항은 1981년 8월 현대 퍼시픽호가 포항제철와 제철용 원료를 수송하는 장기계약을 체결하면서 시작되었다. 2006년 기준 총 11척의 광탄전용선단은 한국전력공사와 포스코가 장기계약을 통해 석탄과 철광석을 수송하였다.
- 2006년 기준 일반화물선 사업은 주로 장단기 용선을 투입하여 합판 수송과 펄프 수송으로 진행되었다.

## 사건/사고

### 창사이래 첫 파업 위기
2021년 8월 노사협상이 결렬되면서 선원 노조가 파업을 의결했다. 선원 노조는 임금 25% 인상에 성과급 1,200%를 제시했으며 사측은 임금 5.5% 인상 및 격려금 300%와 장려금 200% 등을 제안해 결국 결렬되고 말았다. 선원 노조의 파업 이유는 경쟁사 대비 열악한 처우를 들고 있으며, 경쟁사인 MSC로의 이직 등을 하기로 했다.
9월 1일부터 재교섭을 한 끝에 다음날 2일 임금을 7.9% 인상하고 성과급을 650% 지급하는 것으로 노사간 교섭이 극적으로 타결되었다.

### 산업은행측의 매각시도
2023년 7월 20일 한국산업은행과 한국해양진흥공사가 주식 매각공고를 국가종합전자조달시스템 등에 게재했다고 공시했다. 산은이 보유한 1조원 규모의 영구CB·BW가 주식으로 전환되면 HMM 총 발행주식 수는 기존 4억 8,903만주에서 6억 8,903만주로 늘어난다. 산은과 해진공의 지분은 구주 1억 9,878만주에 2억주가 더해져 3억 9,878만주로 증가한다. 매각 대상 주식의 지분율은 40.65%에서 57.87%로 바뀐다. 매각 측은 약 4억 주를 모두 매각한다는 게 원칙이지만 원매자가 요구하면 일부만 사갈 수 있도록 선택권을 줄 계획이다.
8월 21일 IB(투자은행) 업계에 따르면 이날 오후 5시 HMM 지분과 경영권을 함께 매각하는 예비입찰이 마감됐다. 예비입찰결과, 중견기업 하림그룹, 동원그룹, LX그룹을 비롯해 세계 5위 해운사인 독일 하파크로이트까지 총 4개사가 참여키로 했다. 그러다가 29일 독일 최대 컨테이너선사 하파크로이트가 적격인수후보(숏리스트) 선정 과정에서 탈락하면서 인수전이 동원·하림·LX그룹의 3파전으로 좁혀졌다.
하지만, 동원, 하림, LX그룹의 자체 현금성 자산만으로는 인수하는 데 무리가 있고 설사 인수하더라도 자칫 '승자의 저주' 우려가 나오고 있다.
11월 23일 본입찰에서 LX그룹은 불참하고 동원,하림그룹만 공식적으로 참여했다. 12월 18일 입찰가액 6조 4,000억원을 제시한 하림그룹이 우선협상대상자로 선정되었다. 그러나 2024년 2월 6일 사모펀드 JKL파트너스의 지분 매각 제한이 걸림돌이 되어 막판협상이 결렬되었다. 당분간 채권단 관리체제 유지되었다.

## 같이 보기
- 한진해운
- 현대글로비스